# گوزنی‌تپه بالا
 گوزنی تپه بالا، روستایی است از توابع بخش مرکزی شهرستان گنبد کاووس در استان گلستان ایران.

## جمعیت
این روستا در دهستان آق‌آباد قرار داشته و براساس سرشماری سال ۱۳۸۵جمعیت آن ۲۵۳نفر (۵۶خانوار) بوده است.